# Kručica
Kručica (italsky Crucizza) je malá vesnice a přímořské letovisko v Chorvatsku v Dubrovnicko-neretvanské župě, spadající pod opčinu Dubrovačko Primorje. Nachází se asi 33 km severozápadně od Dubrovníku. V roce 2011 zde žilo celkem 34 obyvatel.
Vesnice je napojena na silnici D8. Sousedními vesnicemi jsou Banići a Slano.